# ليزا إدواردز
ليزا إدواردز (بالإنجليزية: Lisa Edwards)‏ هي عازفة الجاز ومغنية أسترالية، ولدت في 18 أبريل 1958 في أديلايد في أستراليا.